# Provinsen Storpolen (Kongeriget Polens krone)
Provinsen Storpolen (polsk: Prowincja Wielkopolska) var en administrativ afdeling af Kongeriget Polens krone fra 1569 til 1795. Navnet på provinsen kommer fra historiske land Storpolen.
Provinsen Storpolen bestod oprindeligt af tolv voivodskaber (efter 1768 tretten voivodskaber) og et grevskab:
1. Brześć Kujawski voivodskab
2. Chełmno voivodskab
3. Gniezno voivodskab, fra 1768
4. Inowrocław voivodskab
5. Kalisz voivodskab
6. Łęczyca voivodskab
7. Malbork voivodskab
8. Masoviske voivodskab
9. Płock voivodskab
10. Pomersk voivodskab
11. voivodskab Voivodeship
12. Rawa voivodskab
13. Sieradz voivodskab
14. Prins-Biskopsædet Warmia

## Byer
Hovedstaden i provinsen, Poznań, havde sammen med de fire andre  indflydelsesrige byer, dvs. Warszawa, Gdańsk, Toruń og Elbląg,  stemmeret under  kongevalg.